# Podomyrma alae
Podomyrma alae är en myrart som beskrevs av Horace Donisthorpe 1949. Podomyrma alae ingår i släktet Podomyrma och familjen myror. Inga underarter finns listade i Catalogue of Life.

## Bildgalleri

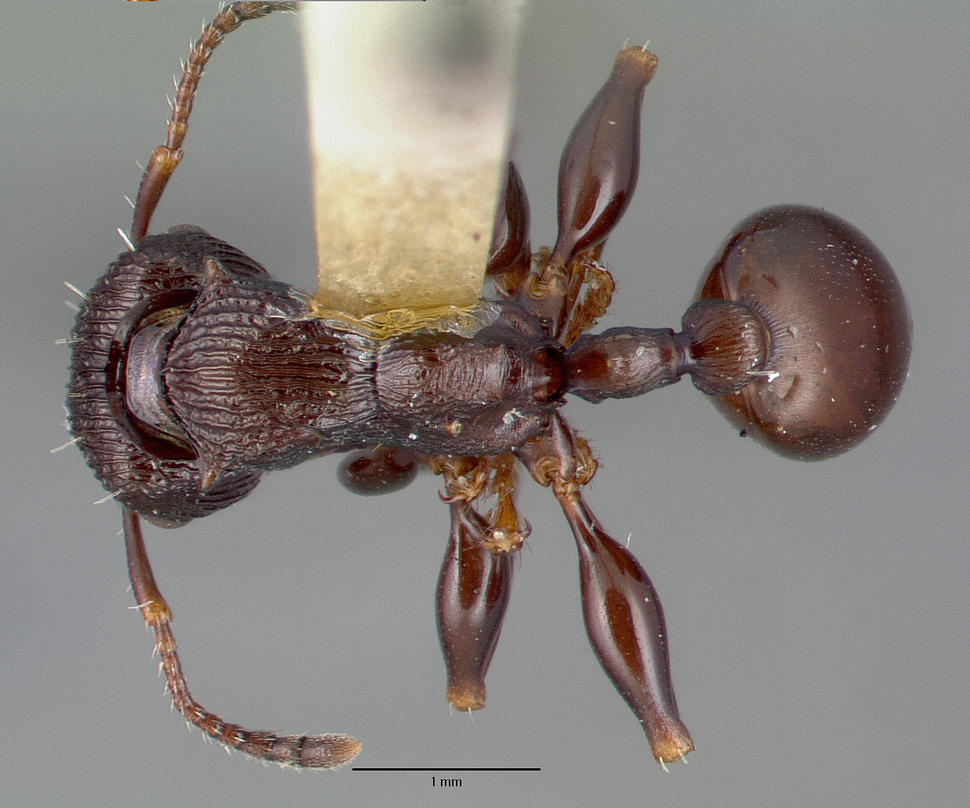
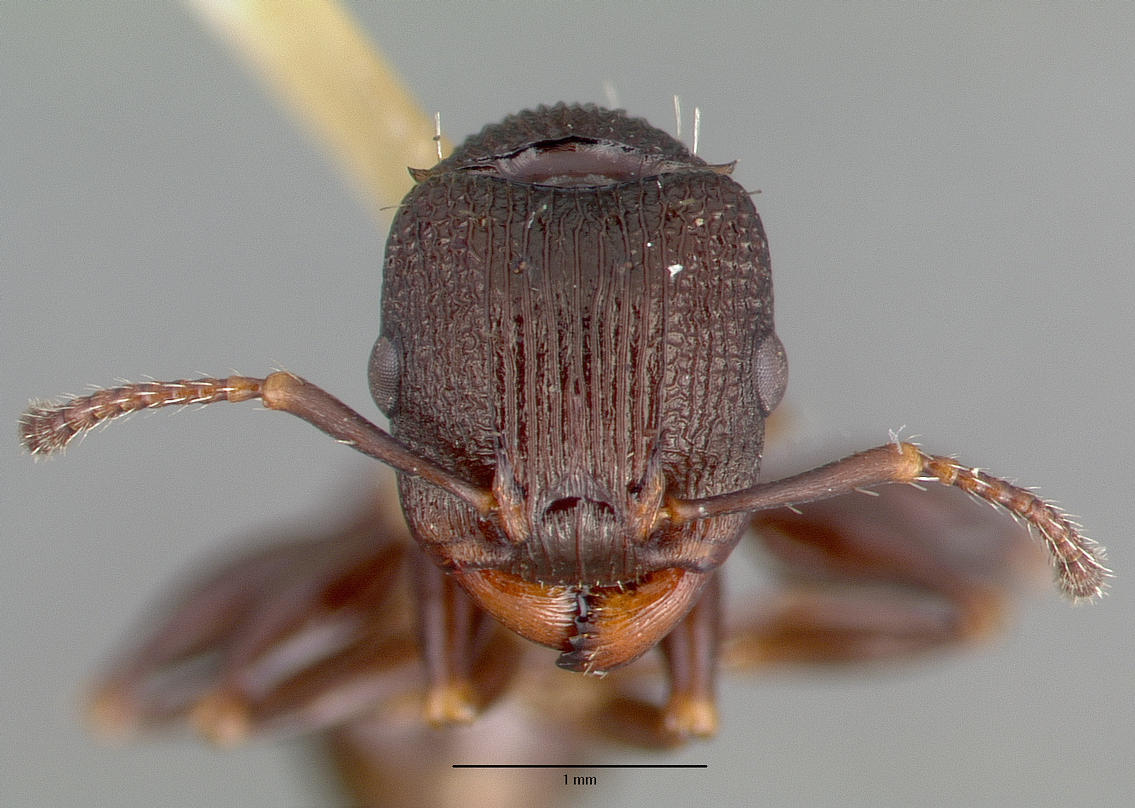
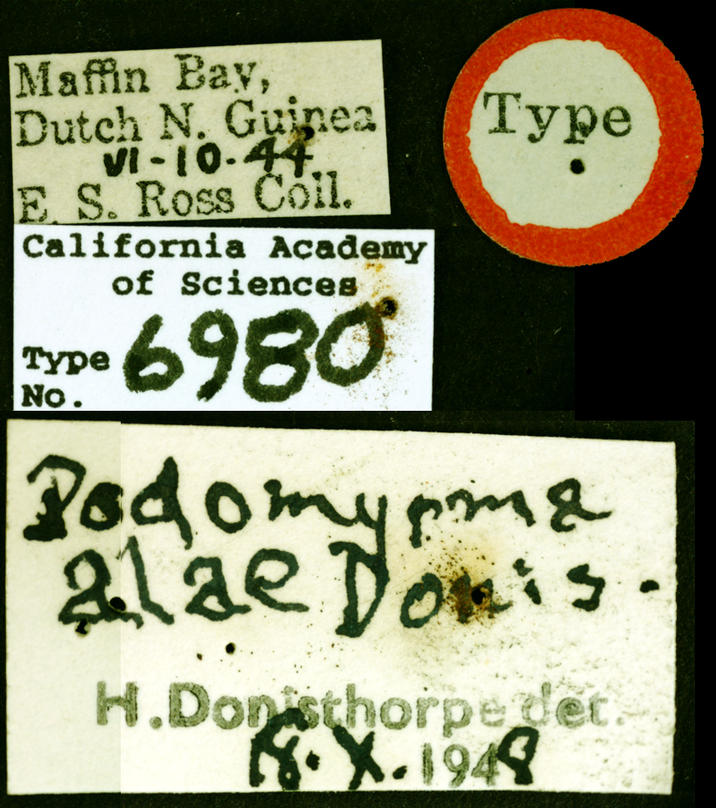
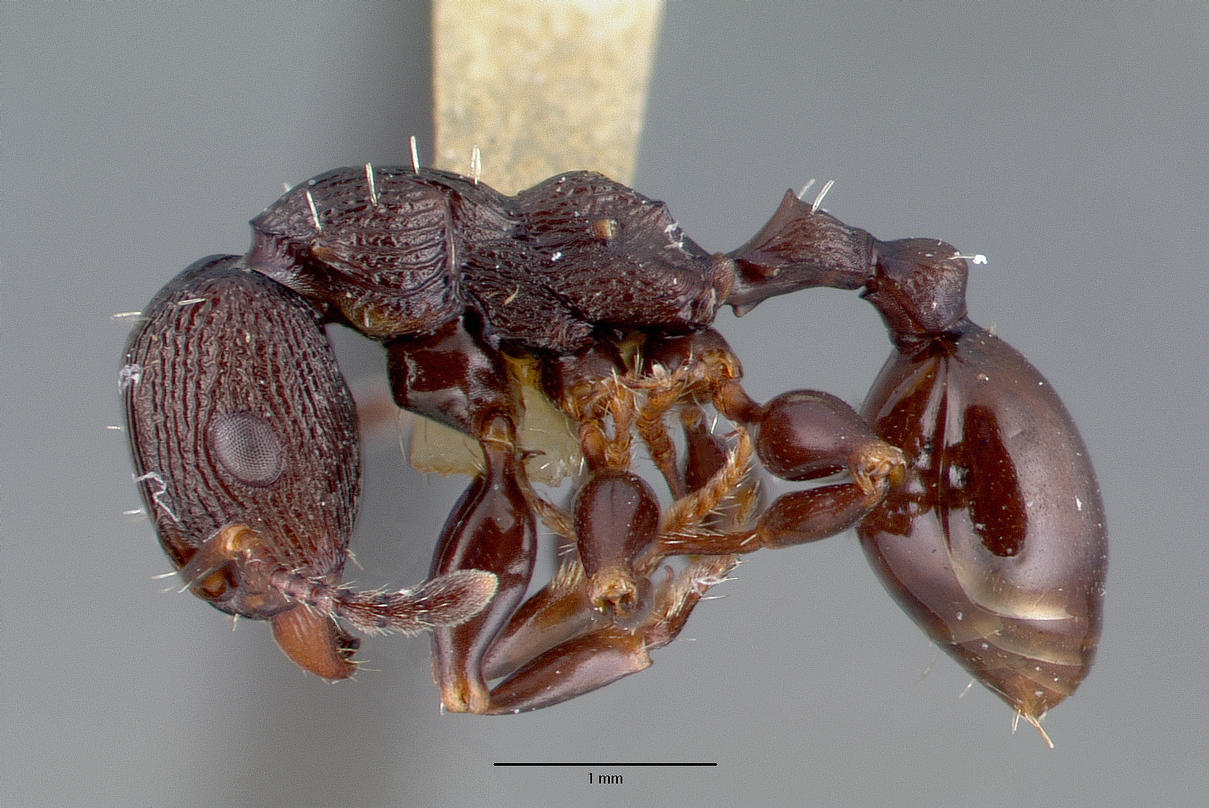